# Joe Viterelli
Joseph „Joe” Viterelli (ur. 10 marca 1937 w Nowym Jorku, zm. 28 stycznia 2004 w Las Vegas) – amerykański aktor filmowy i telewizyjny.

## Życiorys
Urodził się w rodzinie włoskich emigrantów. Dorastał w Bronksie. Przez większą część życia pracował w różnych zawodach, m.in. był kierowcą ciężarówki i przedsiębiorcą. Namówiony do aktorstwa został przez znajomego reżysera, Leo Penna, ojca aktora Seana Penna, z powodu swojego wyjątkowego wyglądu. Zadebiutował w dramacie kryminalnym Phila Joanou Stan łaski (1990). Specjalizował się potem przede wszystkim w rolach gangsterów.

## Filmografia
- 1990: Stan łaski jako Borelli
- 1991: Gangsterzy jako Joe Profaci
- 1992: Ruby jako Joe Valachi
- 1993: Firma jako Joey Morolto
- 1994: Strzały na Broadwayu jako Nick Valenti
- 1996: Egzekutor jako Tony z dwoma palcami
- 1997: Morska przygoda jako Mickey
- 1998: W pogoni za Lolą jako Salvatore Greco
- 1998: Mafia! jako Dominick Clamatto
- 1999: Depresja gangstera jako Jelly
- 1999: Mickey Niebieskie Oko jako Vinnie D'Agostino
- 1999: Zemsta mafii jako Jimmy / Howard Sussman
- 2001: Agencie, podaj łapę jako Gino
- 2001: Płytki facet jako Steve Shanahan
- 2002: Kto pierwszy, ten lepszy jako Gruby Charlie
- 2002: Nawrót depresji gangstera jako Jelly
- 2003: Monday Night Football: Dallas Cowboys vs. New York Giants w roli samego siebie